# بامبي هال
بامبي هال هي مصارعة محترفة كندية، ولدت في 14 يوليو 1992 في فانكوفر في كندا.

## روابط خارجية
- بامبي هال على موقع CageMatch worker (الإنجليزية)